# Macrophiothrix virgata
Macrophiothrix virgata is een slangster uit de familie Ophiotrichidae.
De wetenschappelijke naam van de soort werd in 1862 gepubliceerd door Theodore Lyman.